# UFC Fight Night: Льюис vs. Хант
UFC Fight Night: Lewis vs. Hunt (также UFC Fight Night 110) — турнир по смешанным единоборствам, проведённый организацией Ultimate Fighting Championship 11 июня 2017 года в спорткомплексе «Спарк Арена» в Окленде, Новая Зеландия.
В главном бою вечера новозеландец Марк Хант выиграл техническим нокаутом в четвёртом раунде у американца Деррика Льюиса.

## Предыстория
Турнир UFC во второй раз проходил в Окленде, первым был UFC Fight Night 43, прошедший в июне 2014 года.
Возглавили турнир тяжеловесы: американец Деррик Льюис и новозеландец Марк Хант, победитель Мирового гран-при K-1 2001 года.
Бывший чемпион UFC в наилегчайшем весе Джозеф Бенавидес должен был встретиться здесь с Беном Нгуеном, однако из-за травмы колена 10 мая он снялся с турнира. Бенавидеса заменил Тим Эллиотт, победитель одного из сезонов бойцовского реалити-шоу The Ultimate Fighter.
Другой победитель TUF, средневес Варлей Алвис, должен был драться с Киити Кунимото, но 18 мая так же отказался от участия в турнире, сославшись на травму. На замену ему вышел Зак Оттоу.
На турнире планировался бой Джей Джей Олдрич и недавно подписавшей контракт с организацией Надией Кассем. Тем не менее, 31 мая Кассем сообщила о травме и была заменена другим новичком UFC Джон Чан Ми.
Во время взвешивания Джон Чан Ми показала превышение лимита минимальной весовой категории на два фунта. Таким образом, 20 % её гонорара были удержаны в пользу соперницы, и бой прошёл в промежуточном весе 118 фунтов.
Буквально за несколько часов до начала турнира Тибо Гути отказался от своего боя против Ма Дон Хёна из-за болезни.

## Результаты
| Категория                            |                       |      |                 | Способ                                     | Раунд | Время | Примечание |
| Основные бои (Fox Sports 1)          |                       |      |                 |                                            |       |       |            |
| Тяжёлый вес                          | Марк Хант             | поб. | Деррик Льюис    | TKO (удары руками)                         | 4     | 3:51  |            |
| Средний вес                          | Дерек Брансон         | поб. | Дэн Келли       | KO (удары руками)                          | 1     | 1:16  |            |
| Лёгкий вес                           | Дэн Хукер             | поб. | Росс Пирсон     | KO (удар коленом)                          | 2     | 3:02  |            |
| Полутяжёлый вес                      | Ион Куцелаба          | поб. | Энрике да Силва | KO (удары руками)                          | 1     | 0:22  |            |
| Наилегчайший вес                     | Бен Нгуен             | поб. | Тим Эллиотт     | Сдача (удушение сзади)                     | 1     | 0:49  |            |
| Полулёгкий вес                       | Александр Волкановски | поб. | Мидзуто Хирота  | Единогласное решение (30–27, 30–27, 30–27) | 3     | 5:00  |            |
| Предварительные бои (Fox Sports 1)   |                       |      |                 |                                            |       |       |            |
| Лёгкий вес                           | Винс Пичел            | поб. | Дэмьен Браун    | KO (удары руками)                          | 1     | 3:37  |            |
| Полусредний вес                      | Люк Жюмо              | поб. | Доминик Стил    | Единогласное решение (29–28, 29–28, 29–28) | 3     | 5:00  |            |
| Наилегчайший вес                     | Джон Морага           | поб. | Ашкан Мохтарян  | Единогласное решение (30–25, 30–27, 30–27) | 3     | 5:00  |            |
| Полусредний вес                      | Зак Оттоу             | поб. | Киити Кунимото  | Раздельное решение (29–28, 28–29, 29–28)   | 3     | 5:00  |            |
| Предварительные бои (UFC Fight Pass) |                       |      |                 |                                            |       |       |            |
| Промежуточный вес (53,5 кг)          | Джей Джей Олдрич      | поб. | Джон Чан Ми     | Единогласное решение (30–27, 30–27, 30–27) | 3     | 5:00  |            |

## Награды
Следующие бойцы были удостоены денежного бонуса в $50,000:
- Бой вечера: Марк Хант — Деррик Льюис
- Выступление вечера: Дэн Хукер и Бен Нгуен